# نوردین ووتر
نوردین ووتر (انگلیسی: Nordin Wooter؛ زادهٔ ۲۴ اوت ۱۹۷۶) بازیکن سابق فوتبال اهل هلند است که در پست وینگر راست بازی می‌کرد.
وی همچنین در تیم‌های ملی فوتبال زیر ۲۱ سال هلند بازی کرده‌است.